# Chetek (hrabstwo Barron)
Chetek – miejscowość w Stanach Zjednoczonych, w stanie Wisconsin, w hrabstwie Barron.